# Vuelta al Lago Qinghai 2014
La Vuelta al Lago Qinghai 2014 se disputó entre el 6 y el 19 de julio, con un recorrido de 2219 km dividido en 13 etapas, con inicio en Xining y final en Lanzhou.
A destacar la gran altitud de las etapas, estando la altura máxima a 3858 m.s.n.m en la 5.ª etapa, y la mínima a 1100 m en la 10.ª y 11.ª. Además, se subieron 3 puertos de categoría especial en la 3.ª, 5.ª y 8.ª en el principio o zona intermedia de las etapas, con no mucho porcentaje medio en sus rampas pero si mucho desnivel acumulado destacando el de la 8.ª etapa ya que se ascendió en los primeros 50 km un desnivel acumulado de 1700 metros. Además, 6 de sus 13 etapas superaron los 200 km de extensión.
La carrera formó parte del UCI Asia Tour 2013-2014, dentro de la categoría 2.HC (máxima categoría de estos circuitos).
El ganador inicial fue el ciclista kazajo Ilya Davidenok, a quien le fue anulado su triunfo en esta prueba por el uso de esteroides anabolicos, por lo que el ganador de la prueba fue el segundo clasificado el ciclista kazajo Mykhailo Kononenko (vencedor de una etapa y de la clasificación por puntos). El podio ajustado lo completaron los ciclistas Thomas Vaubourzeix (ganador de una etapa) y Oleksandr Polivoda.

## Equipos participantes
Tomaron parte en la carrera 22 equipos: 5 de categoría Profesional Continental; y 17 de categoría Continental. Formando así un pelotón de 183 ciclistas aunque finalmente fueron 182 tras la baja de última hora de Darío Hernández (Burgos-BH), con entre 7 (el mencionado Burgos-BH, RusVelo, NetApp-Endura y Amore & Vita-Selle SMP) y 9 corredores por equipo, de los que acabaron 127. Los equipos participantes fueron:
| Equipo                                     | Cód. UCI | Categoría               |
| ------------------------------------------ | -------- | ----------------------- |
| Neri Sottoli                               | NRI      | Profesional Continental |
| UnitedHealthcare Professional Cycling Team | UHC      | Profesional Continental |
| RusVelo                                    | RUS      | Profesional Continental |
| Drapac Professional Cycling                | DPC      | Profesional Continental |
| Team NetApp-Endura                         | TNE      | Profesional Continental |
| Tabriz Petrochemical Team                  | TPT      | Continental             |
| Continental Team Astana                    | AS2      | Continental             |
| RTS-Santic Racing Team                     | RTS      | Continental             |
| Amore & Vita-Selle SMP                     | AMO      | Continental             |
| Torku Sekerspor                            | TRK      | Continental             |
| Team La Pomme Marseille 13                 | LPM      | Continental             |
| Burgos-BH                                  | BUR      | Continental             |
| 5 Hour Energy                              | 5HR      | Continental             |
| Euskadi                                    | EUK      | Continental             |
| Bike Aid-Ride For Help                     | BAI      | Continental             |
| Vini Fantini-Nippo                         | VFN      | Continental             |
| Kolss Cycling Team                         | KLS      | Continental             |
| Hengxiang Cycling Team                     | HEN      | Continental             |
| China Hainan Yindongli Cycling Team        | YDL      | Continental             |
| Gan Su Sports Lottery Cycling Team         | GTC      | Continental             |
| Ningxia Sports Lottery Cycling Team        | NTC      | Continental             |
| Qinghai Tianyoude-BH Cycling Team          | TYD      | Continental             |

Destacó la cantidad de equipos europeos (12), 3 de los cuales se encontraban entre los 5 mejores del UCI Europe Tour 2013-2014, y de los 3 de los 5 mejores equipos del UCI Asia Tour 2013-2014; también sobresalió la presencia de los 2 equipos españoles de categoría Continental -el único país no chino, junto a Estados Unidos y Ucrania, que participaron con más de un equipo- con lo que los ciclistas españoles fueron los terceros más representados (15 corredores) por detrás de los italianos (20 corredores) y chinos (33 corredores).

## Etapas
| Etapa | Fecha       | Recorrido          | km  | Ganador              | Líder              |
| 1.ª   | 6 de julio  | Xining-Xining      | 122 | Oleksandr Polivoda   | Oleksandr Polivoda |
| 2.ª   | 7 de julio  | Duoba-Daton        | 188 | Marco Benfatto       | Oleksandr Polivoda |
| 3.ª   | 8 de julio  | Huzhu-Xihai        | 234 | Mykhailo Kononenko   | Oleksandr Polivoda |
| 4.ª   | 9 de julio  | Xihai-Heimahe      | 206 | Marco Benfatto       | Oleksandr Polivoda |
| 5.ª   | 10 de julio | Lago Qinghai-Guide | 203 | Thomas Vaubourzeix   | Ilya Davidenok     |
| 6.ª   | 11 de julio | Guide-Tongren      | 208 | Grega Bole           | Ilya Davidenok     |
| 7.ª   | 12 de julio | Tongren-Hualong    | 143 | Timofey Kritskiy     | Ilya Davidenok     |
| 8.ª   | 13 de julio | Xunhua-Lintao      | 225 | Sergiy Lagkuti       | Ilya Davidenok     |
| 9.ª   | 15 de julio | Tianshui-Tianshui  | 118 | Ahmet Örken          | Ilya Davidenok     |
| 10.ª  | 16 de julio | Tianshui-Pingliang | 227 | Ilya Davidenok       | Ilya Davidenok     |
| 11.ª  | 17 de julio | Yinchuan-Yinchuan  | 133 | Mattia Gavazzi       | Ilya Davidenok     |
| 12.ª  | 18 de julio | Zhongwei-Zhongwei  | 120 | Eduard-Michael Grosu | Ilya Davidenok     |
| 13.ª  | 19 de julio | Lanzhou-Lanzhou    | 92  | Mattia Gavazzi       | Ilya Davidenok     |

## Clasificaciones

### Clasificación general
| Posición | Ciclista           | Equipo                | Tiempo           |
| -------- | ------------------ | --------------------- | ---------------- |
| DSQ      | Ilya Davidenok     | Continental Astana    | 51 h 39 min 58 s |
|          | Mykhailo Kononenko | Kolss                 | 51 h 40 min 40 s |
| >2.º     | Thomas Vaubourzeix | La Pomme Marseille 13 | a 1 s            |
| 3.º      | Oleksandr Polivoda | Kolss                 | a 25 s           |
| 4.º      | František Padour   | NetApp–Endura         | a 1 min 7 s      |
| 5.º      | José Gonçalves     | La Pomme Marseille 13 | a 1 min 14 s     |
| 6.º      | Víctor Martín      | Burgos-BH             | a 1 min 57 s     |
| 7.º      | Chad Beyer         | 5 Hour Energy         | a 2 min 2 s      |
| 8.º      | Cesare Benedetti   | NetApp–Endura         | a 3 min 5 s      |
| 9.º      | Samad Poor Seiedi  | Tabriz Petrochemical  | a 4 min 13 s     |
| 10.º     | Kirill Pozdnyakov  | RusVelo               | a 4 min 14 s     |

### Clasificación por puntos
| Posición | Ciclista           | Equipo             | Puntos |
| -------- | ------------------ | ------------------ | ------ |
|          | Mykhailo Kononenko | Kolss              | 120    |
| DSQ      | Ilya Davidenok     | Continental Astana | 85     |
| >2.º     | Daniel Schorn      | NetApp-Endura      | 85     |
| 3.º      | Grega Bole         | Vini Fantini-Nippo | 80     |
| 4.º      | Ahmet Örken        | Torku Sekerspor    | 79     |

### Clasificación de la montaña
| Posición | Ciclista            | Equipo               | Puntos |
| -------- | ------------------- | -------------------- | ------ |
|          | Ghader Mizbani      | Tabriz Petrochemical | 33     |
| 2.º      | Samad Poor Seiedi   | Tabriz Petrochemical | 22     |
| 3.º      | Mario Alberto Rojas | RTS-Santic           | 19     |
| 4.º      | Amir Kolahdozhagh   | Tabriz Petrochemical | 16     |
| 5.º      | Juan Pablo Wilches  | Qinghai Tianyoude-BH | 16     |

### Clasificación por equipos
| Posición | Equipo                | Tiempo            |
| -------- | --------------------- | ----------------- |
|          | NetApp-Endura         | 155 h 07 min 18 s |
| 2.º      | Tabriz Petrochemical  | a 2 min 24 s      |
| 3.º      | La Pomme Marseille 13 | a 5 min 42 s      |
| 4.º      | Continental Astana    | a 15 min 09 s     |
| 5.º      | Kolss                 | a 15 min 41 s     |

### Clasificación del mejor asiático
v3.º

| Posición       | Ciclista             | Equipo                 | Tiempo           |
| -------------- | -------------------- | ---------------------- | ---------------- |
| DSQ            | Ilya Davidenok       | Continental Astana     | 51 h 39 min 48 s |
|                | Samad Poor Seiedi    | Tabriz Petrochemical   | 51 h 44 min 43 s |
| Ghader Mizbani | Tabriz Petrochemical | a 4 min 55 s           |                  |
| 4.º            | Andrey Mizourov      | RTS-Santic             | a 5 min 13 s     |
| 5.º            | Tuulkhangai Tuguldur | Ningxia Sports Lottery | a 7 min 55 s     |

## Evolución de las clasificaciones
| Etapa (Vencedor)                  | Clasificación general             | Clasificación por puntos | Clasificación de la montaña | Clasificación por equipos | Clasificación al mejor asiático  |
| --------------------------------- | --------------------------------- | ------------------------ | --------------------------- | ------------------------- | -------------------------------- |
| 1.ª etapa (Oleksandr Polivoda)    | Oleksandr Polivoda                | Oleksandr Polivoda       | no se entregó               | Kolss                     | Ilya Davidenok                   |
| 2.ª etapa (Marco Benfatto)        | Oleksandr Polivoda                | Oleksandr Polivoda       | no se entregó               | Kolss                     | Ilya Davidenok                   |
| 3.ª etapa (Mykhailo Kononenko)    | Oleksandr Polivoda                | Oleksandr Polivoda       | Ghader Mizbani              | Continental Astana        | Ilya Davidenok                   |
| 4.ª etapa (Marco Benfatto)        | Oleksandr Polivoda                | Marco Benfatto           | Ghader Mizbani              | Continental Astana        | Ilya Davidenok                   |
| 5.ª etapa (Thomas Vaubourzeix)    | Ilya Davidenok                    | Ilya Davidenok           | Ghader Mizbani              | NetApp-Endura             | Ilya Davidenok                   |
| 6.ª etapa (Grega Bole)            | Ilya Davidenok                    | Ilya Davidenok           | Ghader Mizbani              | NetApp-Endura             | Ilya Davidenok                   |
| 7.ª etapa (Timofey Kritskiy)      | Ilya Davidenok                    | Ilya Davidenok           | Ghader Mizbani              | NetApp-Endura             | Ilya Davidenok                   |
| 8.ª etapa (Sergiy Lagkuti)        | Ilya Davidenok                    | Ilya Davidenok           | Ghader Mizbani              | NetApp-Endura             | Ilya Davidenok                   |
| 9.ª etapa (Ahmet Örken)           | Ilya Davidenok                    | Mykhailo Kononenko       | Ghader Mizbani              | NetApp-Endura             | Ilya Davidenok                   |
| 10.ª etapa (Ilya Davidenok)       | Ilya Davidenok                    | Mykhailo Kononenko       | Ghader Mizbani              | NetApp-Endura             | Ilya Davidenok                   |
| 11.ª etapa (Mattia Gavazzi)       | Ilya Davidenok                    | Mykhailo Kononenko       | Ghader Mizbani              | NetApp-Endura             | Ilya Davidenok                   |
| 12.ª etapa (Eduard-Michael Grosu) | Ilya Davidenok                    | Mykhailo Kononenko       | Ghader Mizbani              | NetApp-Endura             | Ilya Davidenok                   |
| 13.ª etapa (Mattia Gavazzi)       | Ilya Davidenok                    | Mykhailo Kononenko       | Ghader Mizbani              | NetApp-Endura             | Ilya Davidenok                   |
| Final                             | Ilya Davidenok Mykhailo Kononenko | Mykhailo Kononenko       | Ghader Mizbani              | NetApp-Endura             | Ilya Davidenok Samad Poor Seiedi |